# レーム＝ノートル＝ダム
レーム＝ノートル＝ダム（フランス語: Rhêmes-Notre-Dame [ʁɛm nɔtʁə dam]）は、イタリア共和国ヴァッレ・ダオスタ州にある、人口約100人の基礎自治体（コムーネ）。

## 地理

### 位置・広がり

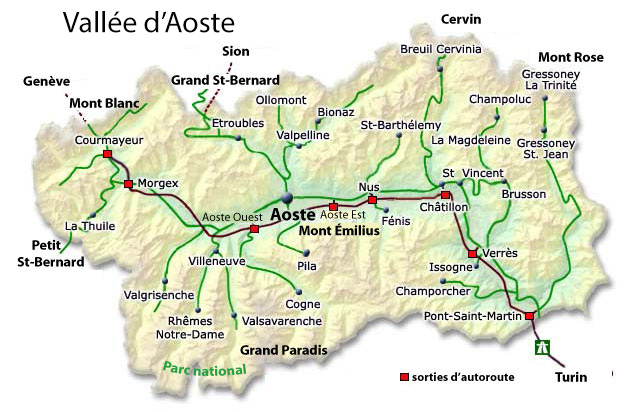
ヴァッレ・ダオスタ州地図

#### 隣接コムーネ
隣接するコムーネは以下の通り。括弧内のTOはトリノ県、FR-73はフランスサヴォワ県所属所属を示す。
- チェレゾーレ・レアーレ (TO)
- レーム＝サン＝ジョルジュ
- Tignes (FR-73)
- ヴァル＝ディゼール (FR-73)
- ヴァルグリザンシュ
- ヴァルサヴァランシュ

## 行政

### 分離集落
レーム＝ノートル＝ダムには、以下の分離集落（フラツィオーネ）がある。
- Artalle, Brenand, Broillat, Bruil (capoluogo), Carré, Chanavey, Chaudanne, Les Oreillers, Glairs, Pessey, Pellaud, Pont, Thumel

## 姉妹都市
- ソラローロ、イタリア 1999年